# 固有加速度

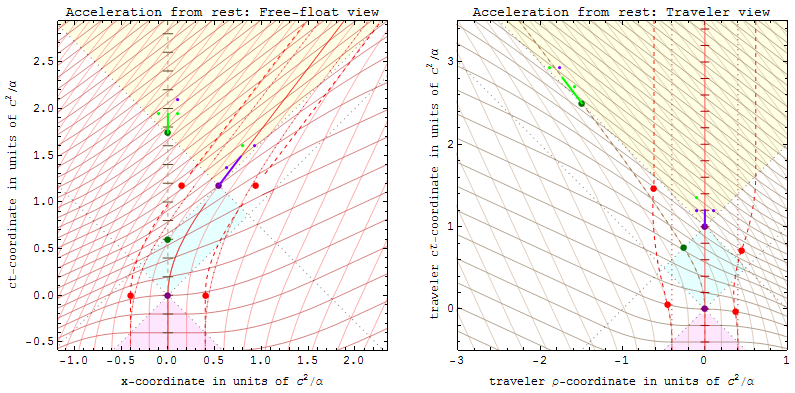
在1g固有加速度下行進一年時，地圖觀察者與旅行觀察者的時空觀。

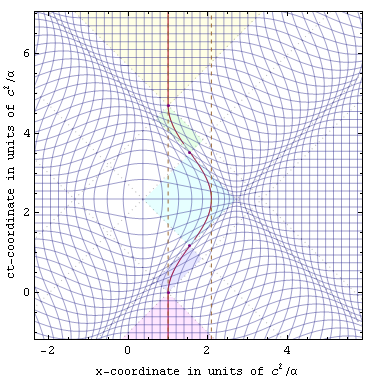
以固定加速度做往返旅程，旅行觀察者的時空觀。

相對論中，固有加速度為一加速物體實質感受到的加速度（亦即可透過加速規測量到的加速度）。這是與加速物體瞬時間呈相對靜止的自由落下觀察者或慣性系觀察者所測到加速度。重力場不造成任何固有加速度，因為慣性系在重力場存在時呈現自由落體，該慣性系感受或測量不到任何固有加速度（失重現象）。因此有個系理為：所有慣性觀察者，其固有加速度必為零。
固有加速度與座標加速度不同。座標加速度與座標系的選擇有關，也與觀察者的選擇有關（參見狹義相對論中的三維加速度。）